# Salamanca CF
Salamanca CF is een Spaanse voetbalclub uit Salamanca. De club werd in 2013, als gevolg van het verdwijnen van UD Salamanca, opgericht als CF Salmantino.

## Historie
Na het faillissement van UD Salamanca, dat tussen 1974 en 1999 twaalf seizoenen in de Primera División had gespeeld, werd in 2013 Club Deportivo Club de Fútbol Salmantino (kortweg CF Salmantino) opgericht. De club speelde twee seizoenen in de Tercera División, waar het B-elftal van UD Salamanca voorheen had gespeeld, maar toen de Spaanse voetbalbond in 2015 van oordeel was dat CF Salamantino eigenlijk niet gewettigd was om de vrijgekomen plaats van UD Salamanca B op te eisen werd de club administratief teruggezet naar het zesde niveau in Spanje. De club vocht echter terug en na twee kampioenstitels op rij stond de club terug in de Tercera División als Salmantino UDS. De club verwezenlijkte via de eindronde zelfs een derde promotie op rij, waardoor de club sinds 2018 onder de naam Salamanca CF UDS uitkomt in de Segunda División B.
De rivaal van Salamanca CF is Unionistas de Salamanca CF, dat eveneens in 2013 werd opgericht na het verdwijnen van UD Salamanca. Beide clubs spelen sinds 2018 samen in de Segunda División B.

## Naamsveranderingen
- 2013-2017: CD CF Salmantino
- 2017-2018: CF Salmantino UDS
- 2018-heden: Salamanca CF UDS

## Resultaten
| Seizoen | №  | Clubs | Divisie            | Duels | Winst | Gelijk | Verlies | Doelsaldo | Punten |
| ------- | -- | ----- | ------------------ | ----- | ----- | ------ | ------- | --------- | ------ |
| 2013/14 | 9  | 20    | Tercera División   | 38    | 15    | 9      | 14      | 52–54     | 54     |
| 2014/15 | 9  | 20    | Tercera División   | 38    | 15    | 10     | 13      | 60–47     | 55     |
| 2015/16 | 1  | 10    | Primera Provincial | 20    | 15    | 4      | 1       | 51–18     | 49     |
| 2016/17 | 1  | 18    | Primera Regional   | 34    | 26    | 6      | 2       | 94–26     | 84     |
| 2017/18 | 4  | 20    | Tercera División   | 38    | 22    | 8      | 8       | 74–35     | 74     |
| 2018/19 | 12 | 20    | Segunda División B | 38    | 12    | 13     | 13      | 40–42     | 49     |
| 2019/20 | 13 | 20    | Segunda División B | 28    | 9     | 7      | 12      | 30-39     | 34     |

## Bekende (ex-)spelers
- Álex Serrano
- Daniel Sotres

Burgos CF ·
Celta de Vigo B · 
SD Compostela ·
Coruxo FC · 
CD Covadonga ·
Cultural Leonesa ·
Deportivo La Coruña ·
Racing de Ferrol · 
CD Guijuelo ·
UP Langreo ·
CD Lealtad ·
Club Marino de Luanco ·
CD Numancia ·
Real Oviedo B·
Pontevedra CF ·
Salamanca CF ·
Unionistas de Salamanca CF ·
 Sporting Gijón B ·
Real Valladolid B ·
Zamora CF ·
SD Almazán ·
Arandina CF ·
Atlético Astorga CF · 
Atlético Bembibre ·
Atlético Tordesillas ·
Real Ávila CF ·
CD Becerril ·
CD Beroil Bupolsa ·
Real Burgos niet CF · 
CD Burgos ·
CD Cebrereña ·
CD Colegios Diocesanos ·
Gimnástica Segoviana CF ·
Cultural Leonesa B ·
La Beñeza FC ·
CD La Granja ·
CD La Virgin del Camino ·
CD Mirandés B ·
Numancia B ·
CD Palencia Cristo Atlético ·
CD Peñaranda ·
Salamanca CF B ·
UD Santa Marta